# Up All Night (serie televisiva)
Up All Night è una serie televisiva statunitense creata da Emily Spivey e con protagonisti Christina Applegate, Will Arnett e Maya Rudolph. La serie ha debuttato negli Stati Uniti il 14 settembre 2011 sul canale NBC.
In Italia non è ancora stata trasmessa.

## Trama
Reagan è una donna in carriera che da poco tempo è diventata madre. Nonostante l'impegno della maternità decide di tornare alla sua vita lavorativa per non compromettere carriera e reputazione e perciò suo marito Chris deve rimanere a casa a fare il casalingo. Reagan e Chris devono quindi cercare di adattarsi a questo loro nuovo stile di vita, ma abituarsi non sarà di certo tanto facile.

## Personaggi e interpreti

### Personaggi principali
- Reagan Brinkley (stagione 1-in corso), interpretata da Christina Applegate.
È una donna in carriera che, nonostante abbia avuto da poco una figlia, ha deciso di tornare al lavoro per non compromettere la sua carriera.
- Chris Brinkley (stagione 1-in corso), interpretato da Will Arnett.
È il marito di Reagan che per badare alla figlia Amy e alla casa mentre sua moglie lavora ha deciso di diventare casalingo.
- Ava (stagione 1-in corso), interpretata da Maya Rudolph.
È la carismatica conduttrice di un talk-show e amica di lunga data di Reagan.
- Missy (stagione 1-in corso), interpretata da Jennifer Hall.
È la insicura assistente di Ava.
- Scott (stagione 2-in corso), interpretato da Luka Jones.
È il fratello di Reagan che torna in città con il figlio dopo aver divorziato.

### Personaggi secondari
- Calvin (stagione 1-in corso), interpretato da Nick Cannon.
È il co-conduttore del talk-show condotto da Ava.
- Kevin (stagione 1-in corso), interpretato da Jason Lee.
Vicino di casa di Reagan e Chris e interesse amoroso di Ava.
- Gene (stagione 1-in corso), interpretato da Matt Braunger.
Marito di Terry e vicino di casa di Reagan e Chris.
- Terry (stagione 1-in corso), interpretato da Jean Villepique.
Moglie di Gene e vicina di casa di Reagan e Chris.
- Julian (stagione 1-in corso), interpretato da Chris Diamantopoulos.
Eccentrico ex-fidanzato di Ava.

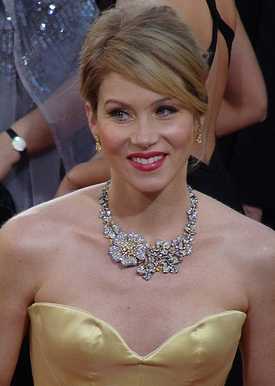
Christina Applegate interpreta Reagan Brinkley
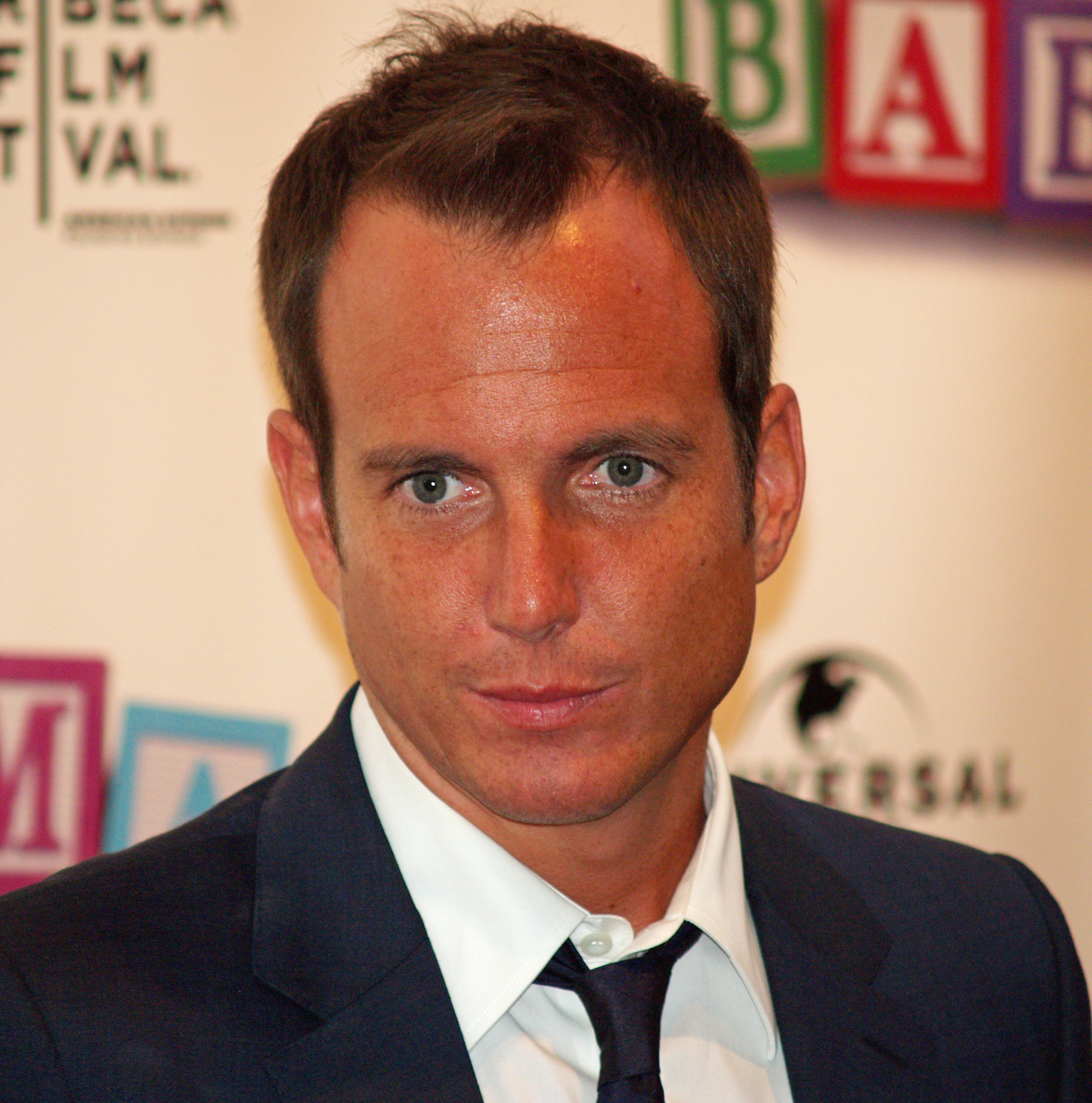
Will Arnett interpreta Chris Brinkley
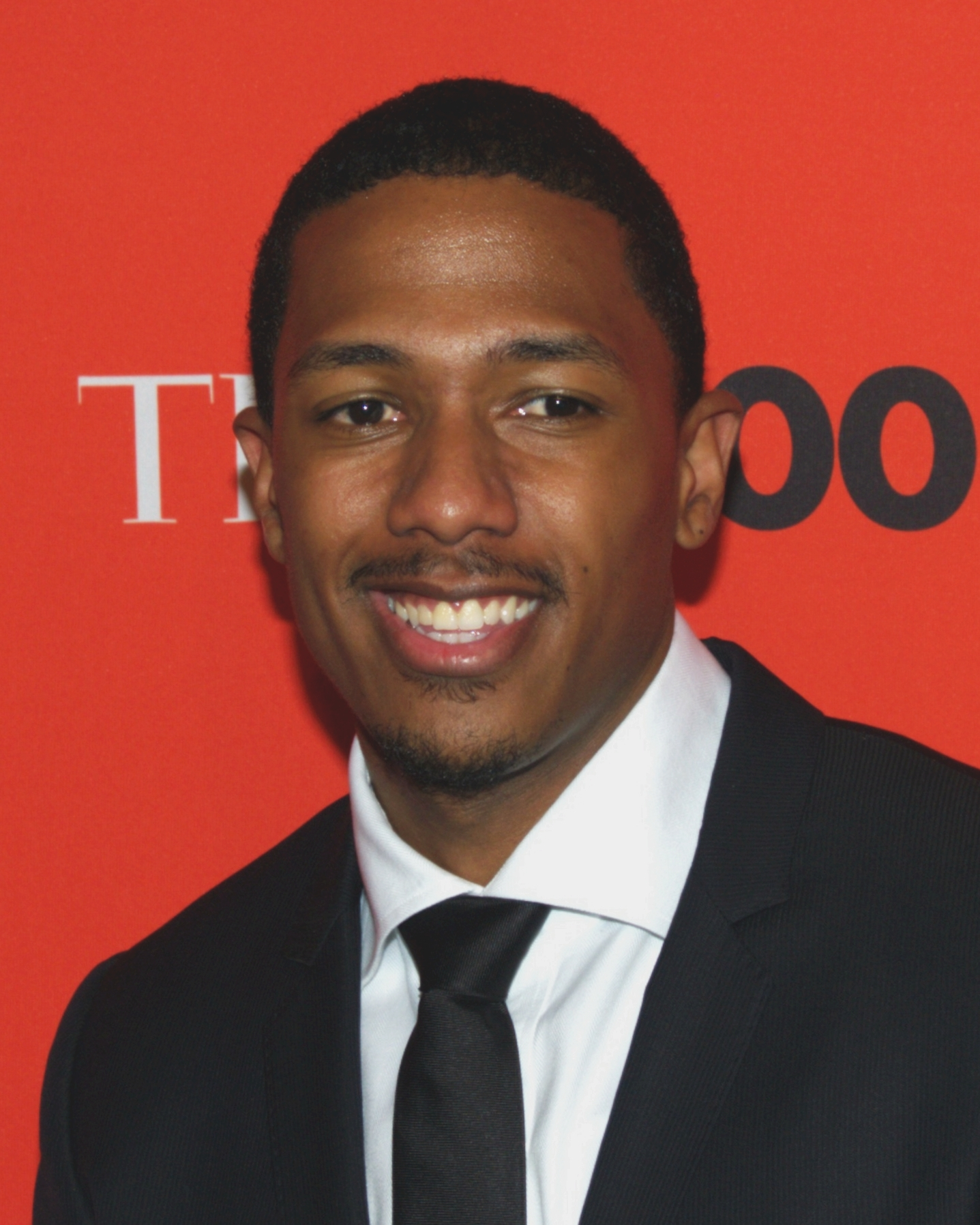
Nick Cannon interpreta Calvin
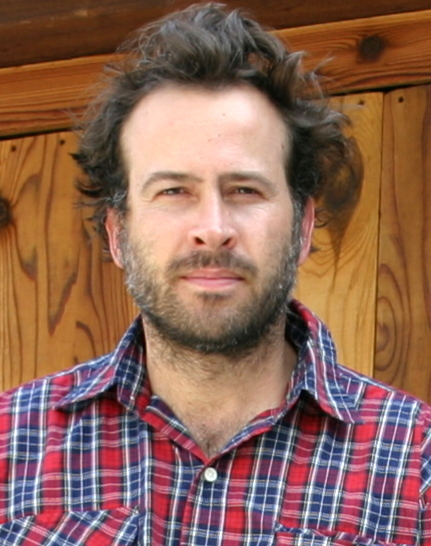
Jason Lee interpreta Kevin
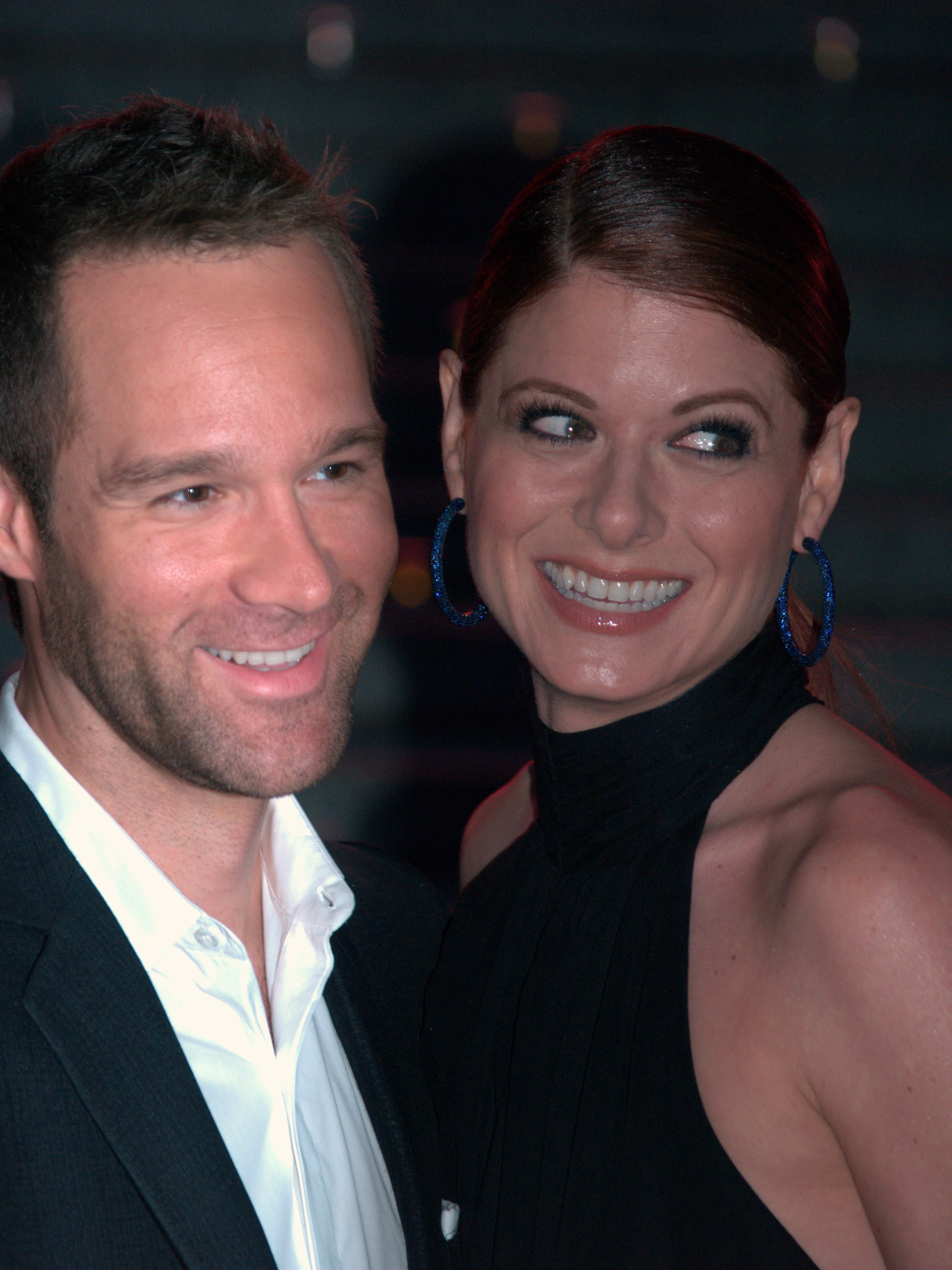
Chris Diamantopoulos (a sinistra) interpreta Julian

## Episodi
| Stagione         | Episodi | Prima TV USA | Prima TV Italia |
| ---------------- | ------- | ------------ | --------------- |
| Prima stagione   | 24      | 2011         | inedita         |
| Seconda stagione | 11      | 2012         | inedita         |

## Produzione
Nel febbraio 2011 la NBC commissionò la creazione dell'episodio pilota della serie, che venne scritto da Emily Spivey e diretto da James Griffiths. La serie, prodotta in collaborazione dalla Broadway Video e dalla Universal Media Studios, vede come produttori esecutivi Emily Spivey, Erin David, Jon Pollack e Lorne Michaels. Il 4 ottobre 2011, dopo i buoni ascolti ottenuti dai primi episodi, la NBC ordinò la creazione di una stagione completa della serie. Il 21 novembre il network ordinò inoltre la creazione di altri due episodi della serie, per un totale di ventiquattro episodi. L'11 maggio 2012 grazie ai buoni ascolti ottenuti durante la prima stagione, la NBC rinnovò la serie per una seconda stagione composta da 13 episodi, la cui trasmissione iniziò a partire dal 20 settembre 2012.
Successivamente, il 29 ottobre, NBC aveva ordinato la produzione di tre episodi aggiuntivi, portando così gli episodi della seconda stagione da tredici a sedici, decidendo di far girare gli ultimi cinque episodi della stagione in formato multi-camera. Tuttavia, nei mesi seguenti, dopo l'annuncio dell'abbandono del cast da parte di Christina Applegate, l'esperimento di produrre cinque episodi con uno stile differente venne prima ridimensionato ad uno ed in seguito completamente abbandonato, lasciando l'ammontare degli episodi della seconda stagione agli undici già prodotti.

### Casting
Christina Applegate fu la prima attrice ad entrare nel cast della serie, nel ruolo di Reagan, una madre lavoratrice con un marito casalingo. Successivamente si unirono al cast principale anche Will Arnett e Maya Rudolph, rispettivamente nei ruoli di Will, il marito di Reagan e Ava, una conduttrice di talk-show in stile Oprah Winfrey. Nel cast, come personaggi ricorrenti, vennero infine inseriti gli attori Nick Cannon e Jennifer Hall rispettivamente nei ruoli di Calvin, co-conduttore del talk-show e Missy, assistente di Ava. Dal quinto episodio in poi Jennifer Hall è stata aggiunta al cast principale della serie. Il 6 luglio 2012 è stato aggiunto al cast principale della seconda stagione l'attore Luka Jones, nel ruolo di Scott, il fratello divorziato di Reagan.